# 解離性麻酔薬
解離性麻酔薬（かいりせいますいやく 英: dissociative anesthetics)とは大脳辺縁系に作用せず、大脳皮質に選択的作用を示す麻酔薬の一分類である。一般に、麻酔薬は脳を全体的に抑制するのに対して、解離性麻酔薬は脳の表層部分を抑制して深層部分を興奮させ、両者の機能を乖離させるところから解離性麻酔と呼ばれている。このため、呼吸抑制が弱く、血圧が下がりにくいため、安全な麻酔薬として広く用いられてきたが、ヒトに対して単独で用いられる機会は減っている。しかし、動物に対しては非常に有用である。
副作用として、悪夢や幻覚を見る。このため、使用時には鎮静薬を併用して脳深層部分の興奮を抑えるようにしている。覚醒後に現実からの解離を感じるため、一種の幻覚剤として乱用されている。

## 解離性麻酔薬の一覧
- ケタミン
- エスケタミン
- フェンサイクリジン
- チレタミン
- メトキセタミン